# Ґатрі Ґован
Ґатрі Ґован (англ. Guthrie Govan [ˈɡʌvən]; 27 грудня 1971) — англійський гітарист і викладач гри на гітарі, відомий своєю роботою з гуртами Aristocrats, Asia, GPS, Young Punx і Fellowship, а також сольним проєктом Erotic Cakes. Зовсім недавно він співпрацював зі Стівеном Вілсоном і Гансом Циммером. Він також є відомим викладачем гри на гітарі, співпрацює з британським журналом Guitar Techniques, Гілдфордською академією сучасної музики, бібліотекою Ліка та раніше Брайтонським інститутом сучасної музики. У 1993 році журнал Guitarist назвав Ґована «Гітаристом року».

## Життєпис
Ґован почав грати на гітарі у віці трьох років, заохочуваний батьком, але спочатку навчався переважно на слух. Його батько навчив його спочатку трьом акордам і познайомив його зі своєю колекцією платівок. Ґован почав слухати виконавців рок-н-ролу 1950-х років, таких як Елвіс Преслі, Джеррі Лі Льюїс і Літтл Річард, а пізніше The Beatles, Cream, Джимі Гендрікс, Френк Заппа та AC/DC тощо. Він відпрацьовував акорди та соло з прослуховування записів. Наполовину шотландець, Ґован також перебував під сильним впливом Зала Клемінсона, шотландського гітариста, найбільш відомого своєю роботою з Sensational Alex Harvey Band. У віці дев'яти років Ґован і його брат Сет грали на гітарі в програмі Thames Television під назвою Ace Reports. У середній школі через старших однокласників він познайомився з «шматками» гітаристів того часу. Його першою електрогітарою була Gibson SG, яку він зберігає вдома.

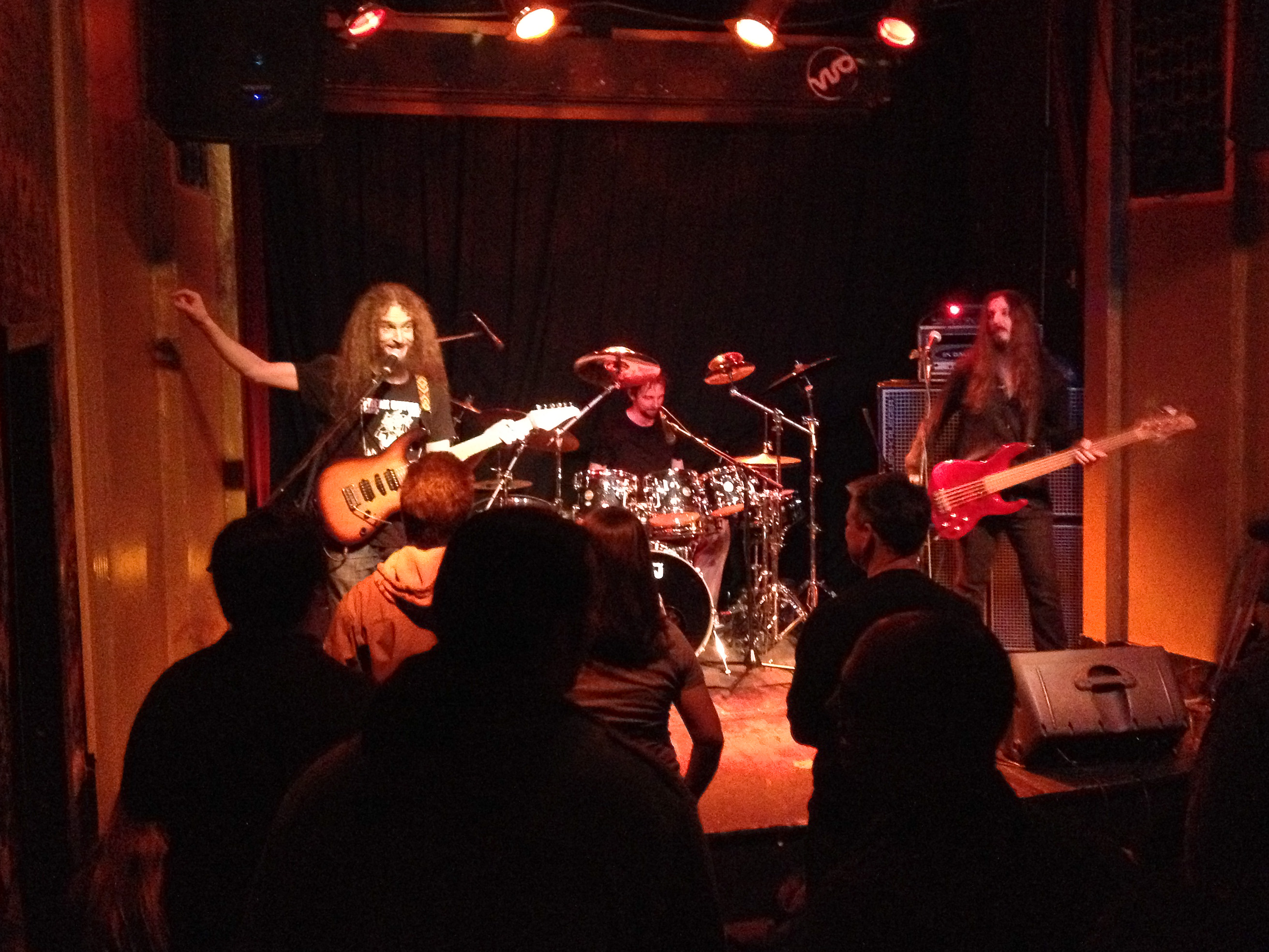
Ґован з Аристократами

Після закінчення школи Ґован вивчав англійську мову в коледжі Святої Катерини при Оксфордському університеті. Він кинув навчання через рік, щоб продовжити музичну кар'єру. Ґован стверджує, що він розривався між продовженням навчання або зосередженням на тому, щоб стати музикантом; він зрештою вирішив зосередитися на останньому. Приблизно в цей час (за власною оцінкою Ґована, 1991) він надіслав демонстраційні записи своєї роботи Майку Варні з Shrapnel Records. Варні був вражений і запропонував йому договір на альбом. Ґован відмовився, незважаючи на початок контакту. Він пояснив, що: «це було так, наче все, що я справді хотів знати, це те, що я достатньо хороший […] Я виявив, що трохи втомлююся від руху шматків».
У 1993 році він переміг у конкурсі журналу Guitarist «Гітарист року» зі своєю інструментальною композицією «Wonderful Slippery Thing». Версія цієї пісні була включена в його дебютний сольний альбом. Демонстрація треку принесла йому місце серед кількох інших учасників у фіналі живого етеру, який він потім виграв. Тим часом Ґован придумав професійний спосіб звукопису музики з записів і подав технічно найскладніший твір, який тільки міг придумати (звукопис Шона Лейна), до журналу Guitar Techniques. Це принесло йому роботу дописувача журналу, поклавши край періоду роботи у фаст-фуді.

### Навчання гри на гітарі
Відтоді Ґован працював із Guitar Techniques, надаючи звукопису пісень, у тому числі його власного треку Wonderful Slippery Thing. З кінця 1990-х Ґован викладає в Інституті гітари в Актоні, Університеті долини Темзи та Академії сучасної музики. Раніше він викладав у Брайтонському інституті сучасної музики, його запрошують викладати на семінарах, майстер-класах і в клініках по всьому світу. У цьому контексті він відомий своєю здатністю викладати широкий спектр стилів. Ґован видав дві книги про гру на гітарі: Creative Guitar Volume 1: Cutting Edge Techniques і Creative Guitar Volume 2: Advanced Techniques.

### Asia, GPS і Young Punx
Ґован розпочав свою участь у Asia, граючи на альбомі Aura, після того, як гурт не зміг отримати послуги своїх перших двох запрошених гітаристів: Брайана Мея (Queen) чи Стіва Лукатера (Toto). Ґован пояснив, що тоді його обрали як «доступний» варіант для гурту, який останнім часом не мав успіху в чартах. Після завершення роботи над альбомом Ґован був доданий до складу Asia для туру на підтримку нового альбому. Він написав інструментальну пісню Bad Asteroid, яка сама базувалася на матеріалі з демо-версії Ґована початку 1990-х років. Він продовжував грати в альбомі гурту Silent Nation 2004 року.

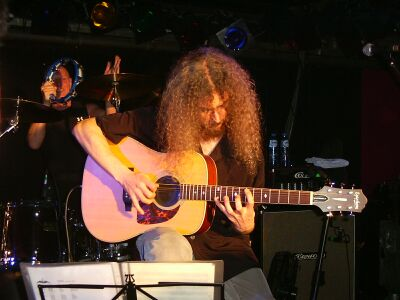
Ґован наживо в Гарлемі, Нідерланди, з Asia в 2005 році.

У 2006 році клавішник Asia Джефф Даунс вирішив реформувати групу з трьох початкових учасників. Ґован і двоє інших учасників гурту, басист та співак Джон Пейн і барабанщик Джей Шеллен разом із клавішником Еріком Норландером продовжили роботу під назвою Asia Featuring John Payne. Ґован пішов у середині 2009 року. Його змінив віртуозний гітарист Мітч Перрі, відомий своєю роботою з Шер, Раттом, Літою Форд і Michael Schenker Group. Після того, як Ґован покинув Asia за участю Джона Пейна, вони досягли значного міжнародного успіху.
Пейн, Ґован і Шеллен також створили GPS (названий за ініціалами учасників), і після додавання Рьо Окумото на клавішних гурт випустив альбом Window to the Soul (2006). Більшість матеріалу на цьому альбомі було написано як потенційний матеріал для запропонованого альбому Asia, але Джефф Даунс відмовився від нього, коли він об'єднав оригінальний склад Asia.
Ґован виконує декілька треків на Your Music Is Killing Me, в дебютному альбомі британського EDM-гурту Young Punx, і є частиною їх концертного виступу. Він також з'являється в кліпі на їхній трек Rockall.
Ґован грав на гітарі для Дізі Раскала, зокрема виступав на Later With Jools Holland.

### Erotic Cakes та the Fellowship
Дебютний сольний альбом Ґована, Erotic Cakes, був випущений на Cornford Records у серпні 2006 року. У примітках до альбому Ґован стверджує, що альбом є посиланням на Сімпсонів (з епізоду «Будинок жахів на дереві VI»); він також пояснює, що під час живих виступів гурт називають Erotic Cakes, а не просто Guthrie Govan. Окрім брата Ґована Сета як басиста та Піта Райлі як барабанщика, альбом містить гітарні соло Річі Котцена (чия студія в Лос-Анджелесі була використана для запису гітарних треків на альбомі) на Ner Ner і Bumblefoot на Rhode Island Shred відповідно. Сет Ґован і Піт Райлі також доповнюють гурт Erotic Cakes на концертах. Попередні версії Waves і Rhode Island Shred з'явилися на збірці Guitar on the Edge, том 1. № 4 (Legato Records, 1993). В альбомі з'являється версія його твору Wonderful Slippery Thing, який отримав нагороду «Гітарист року». Хоча це його перший альбом, Ґован співпрацював з барабанщиком Пітом Райлі над музикою з середини 1990-х років. Ґован зіткнувся з невдачею після випуску альбомів, коли під час пограбування складу було вкрадено кілька тисяч примірників Erotic Cakes, які так і не були знайдені, але звукозаписна компанія заявила, що «якщо злодії зможуть продати всі записи, вони знайдуть тут роботу з нами».
Група Erotic Cakes разом із саксофоністом Заком Барреттом також створює джаз-ф'южн-гурт Fellowship. Гурт щочетверга ввечері грав у клубі Bassment у Челмсфорді, графство Ессекс, і робив це протягом кількох років. Вони продовжують грати в клубі Bassment досі, зазвичай лише два-три рази на рік.

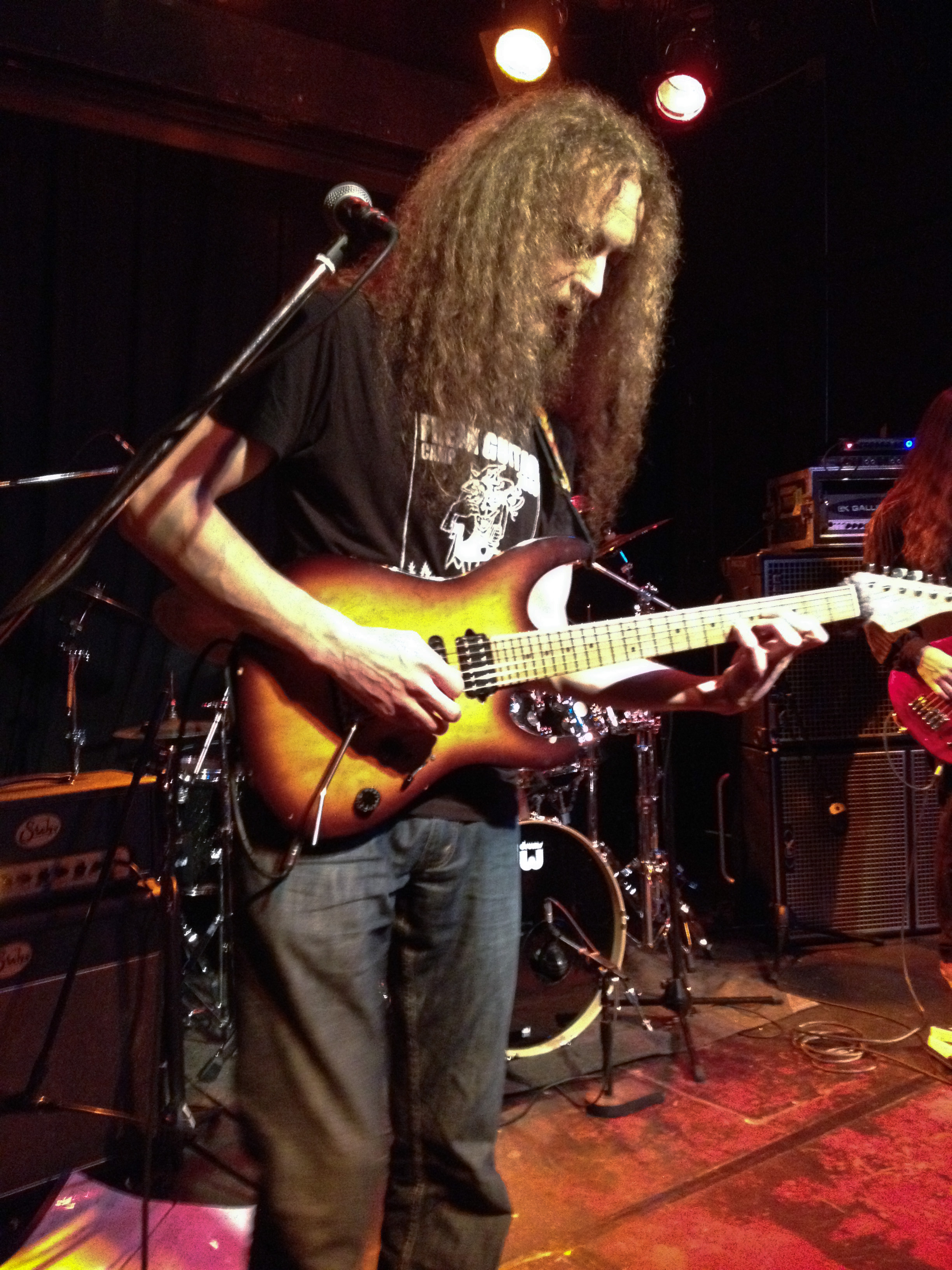
Ґован у 2012 році з Аристократами

### The Aristocrats
Наприкінці 2011 року Ґован оголосив про новий тур з новим гуртом під назвою Aristocrats, за участю Браяна Беллера на басі та Марко Міннеманна на барабанах. Їхній однойменний дебютний альбом був випущений у всьому світі у вересні 2011 року, а потім вийшов Culture Clash у 2013 році. У січні 2015 року The Aristocrats випустили свій другий концертний CD/DVD диск Culture Clash Live! через усі офіційні канали та дуже особливий так званий офіційний бутлеґ подвійного компакт-диска Secret Show — Live in Osaka, який був доступний лише у їхньому власному веб-магазині та під час живих концертів за торговим столом. Третій офіційний студійний альбом гурту Tres Caballeros був випущений 23 червня 2015 року. У березні 2019 року The Aristocrats записали свій четвертий студійний альбом (You Know What…?) у Brotheryn Studios (Оджай, Каліфорнія), який вийшов 28 червня 2019 року. Нещодавно гурт гастролював по Північній Америці у 2022 році, а у 2023 році запланований тур Азією та Європою.

### Стівен Вілсон
Ґован був провідним гітаристом у групі Стівена Вілсона, виконавши пісню The Raven That Refused to Sing, Hand. Cannot. Erase., і 4½, і до квітня 2015 року був постійним гастролером гурту Вілсона. Ґован покинув гурт через пріоритети гастролей з Aristocrats, чий гастрольний графік суперечив графіку Вілсона. Натомість Ґован порекомендував Дейва Кілмінстера заміною.

### Ганс Циммер
З 2016 року Ґатрі Ґован також є провідним гітаристом концертної групи Hans Zimmer Live і гастролював із цим ансамблем по світу. Циммер знайшов Ґована на YouTube, де побачив, як Ґован грає на безладовій гітарі. Після обміну деякими повідомленнями на офіційній сторінці Ґована у Facebook (Ґован спочатку думав, що має справу з самозванцем, поки Циммер не надіслав йому свій приватний номер телефону та попросив Ґована зателефонувати йому), він став частиною концертної групи. Крім того, він брав участь у низці саундтреків Ганса Циммера, таких як The Boss Baby (2017), X-Men: Dark Phoenix (2019), The Lion King (2019) і Dune (2021). Ґован відіграв свій останній концерт із Гансом Циммером 9 червня 2023 року в Кельні, Німеччина, щоб зосередитися на своєму турі з The Aristocrats.

### Інші проєкти
У 2013 році Ґован провів гітарний майстер-клас з Полом Ґілбертом. Він також є однією з запрошених зірок на альбомі Майкла Анджело Батіо Intermezzo, випущеному в листопаді 2013 року. Ґован також був запрошеним гітаристом в одній пісні, Electric in My Veins, у сольному альбомі канадського гітариста Ніка Джонстона, In a Locked Room on the Moon, Ґован був запрошеним гітаристом у пісні «Have a Blast» гурту Periphery.
У 2016 році Ґован грав разом з Джо Сатріані та Стівом Ваєм у турі G3 2016 по Європі. Похід проходив через Італію та Німеччину, і його підтримували Майк Кеніллі на гітарі, клавішних і вокалі, а також гурт Ґована, Aristocrats: басист Браян Беллер і барабанщик Марко Міннеманн.
З 2015 року Ґатрі Ґован частіше проводить сольні тури, переважно в Азії, де у нього є багато шанувальників, які просять його виступити наживо. Відтоді він багато гастролював (коли не було запланованих турів з The Aristocrats або Ганса Циммера) Індією, Бангладеш, Малайзією, Сінгапуром, Гонконгом, Китаєм, Філіппінами, Південною Кореєю та Японією. В Індії до його гурту входили барабанщик Джіно Бенкс і вундеркінд з бас-гітарою Мохіні Дей, обидва відомі гравці в Індії. Для концертів у Японії він покладається на барабанщика Сенрі Кавагуті, клавішника Акіру Ішіґуро та басиста Мохіні Дея. Під час гастролей по Росії об'єднався з басистом Антоном Давідянцем і угорським барабанщиком Ґерґе Борлаї.
Ґован також є дуже затребуваним та популярним клініцистом, який часто проводить спеціалізовані майстер-класи гри на гітарі по всьому світу.

## Впливи та техніка
Найперший вплив на Ґована мали Джимі Гендрікс і Ерік Клептон епохи гурту Cream; тому він описує себе як вихідця з «блюз-року». Хоча він «остерігається» гітарної музики 1980-х років («шред»), він посилається на уяву Стіва Вая (а також Френка Заппи, з яким Вай грав) і пристрасть Інґві Мальмстіна. Елементи джазу та ф'южн є важливою частиною його стилю: він називає Джо Пасса, Аллана Голдсворта, Джеффа Бека та Джона Скофілда як ключові впливові особи в цьому відношенні. Він також захоплюється багатьма сучасними гітаристами з різними стилями, такими як Дерек Тракс і Алекс Мачачек. Незважаючи на те, що Ґован дуже вправний гравець у різноманітних стилях, він має особливий стиль гри, який зазвичай характеризується довгими, плавними ходами, часто використовуючи хроматичні ноти, щоб «заповнити прогалини», його швидкими та плавними постукуваннями вгору та вниз по шиї, веселими ляпасами та періодичне використання екстремальних ефектів. Ґован сказав, що гітара — це просто «друкарська машинка» для передачі музичного повідомлення. Завдяки своєму досвіду в прослуховуванні музики та розробці рифів, Ґован стверджує, що він часто може візуалізувати гру в своїй голові, навіть не граючи, і сказав, що він майже всі ноти в голові, перш ніж щось написати або навчитися грати щось, щоб виробляти звуки, які він хоче.

## Обладнання
Огляд усього минулого та поточного спорядження, яке використовує Ґатрі Ґован.
У жовтні 2012 року Ґована бачили за використанням гітари Charvel у турі. Пізніше було підтверджено, що це прототип (зроблений із дерева коа). У січні 2013 року Ґован заявив, що вони офіційно розлучилися з Suhr.
У липні 2013 року Charvel офіційно оголосив про те, що вони об'єднали зусилля з Ґованом, який використовував їх гітари протягом кількох місяців.
Модель Ґована мала корпус із запеченої липи, топ із пташиного клена, гриф з запеченого клена, кілки з блокуванням Sperzel, звукознімачі Майкла Франка-Брауна на замовлення та власно розроблений (плаваючий) тремоло-бридж, подібний за дизайном до Floyd Rose, але без тонкого налаштування.
У січні 2014 року на виставці NAMM Show компанія Charvel офіційно представила фірмову модель Charvel USA Guthrie Govan Signature Model у двох версіях: одна з верхом із клену птиче око, а інша з верхом із тигрового клену, обидві оснащені спеціальними звукознімачами. У 2017 році Charvel додав до фірмових моделей GG нову фірмову модель з корпусом, зробленим із легко запеченого ясеня та оновив попередні моделі перемикачем з однокотушковим хамбакером.
У минулому він використовував гітари Suhr: три різні гітари Guthrie Govan Signature Model (власна підписна модель), три спеціальні стандарти, модель Modern 24-fret, Classic і Classic T.
Перш ніж стати індорсером компанії Suhr Guitars, він використовував гітару компанії PRS, як видно з багатьох навчальних відео з його ранньої кар'єри.
Ґован використовував 8-струнну модель гітари Strandberg під час туру з Гансом Циммером.
Він також грає на безладовій гітарі Vigier (не схвалена).
З 2013 року Ґован почав використовувати підсилювачі, розроблені та виготовлені компанією Victory Amplification, для турів Стівена Вілсона та Aristocrats. Він дуже тісно співпрацює з дизайнером Мартіном Кіддом (який спочатку був мозком підсилювачів Cornford), щоб зробити моделі V30 і V30 Mk II таким, яким він любить звучати у лампових підсилювачів. З 2013 року Ґован возить свою ручну поклажу V30 по всьому світу. Під час турів Ганса Циммера, Ґован використовує профайлер Kemper, оскільки з оркестром на сцені та використанням вкладишів не рекомендується видавати гучні звуки через кабінет.
У минулому Ґован також використовував підсилювачі Cornford. У примітках до Erotic Cakes сказано, що він використовував моделі RK100, MK50 і Hellcat. У європейському турі 2010 і 2011 років він грав на підсилювачах Brunetti (модель CustomWork Mercury 50), як і його друг Дейв Кілмінстер. З «The Aristocrats» він використовував підсилювачі Suhr Badger 30 наживо, а також моделі CAA PT-100 і Badger 30 на дебютному альбомі.
Ґатрі Ґован, як було сказано раніше, використовує свій улюблений підсилювач Victory V30 MkII, але для отримання бажаного звуку він віддає перевагу використанню 4 x 12 кабінетів із динаміками Celestion V30 Vintage всередині, трохи віддаючи перевагу кабінетам, виготовленим Mesa (через товсте дерево), Orange, Bogner. У середині 2022 року Ґатрі перестав використовувати справжні підсилювачі для концертів.
Ґован був фанатом аналогових педалей, але протягом кількох років (з 2016 року) він намагався використовувати Fractal FX-8 на концертах у турах. Невеликі розміри спрощують подорожі для музиканта, а поточне цифрове рішення надзвичайно наближене до досвіду з аналоговим обладнанням. З середини 2022 року Ґатрі змінив своє живе обладнання на Fractal FM9 (симулятор ефектів і підсилювача) і більше не використовує підсилювач, а лише живий монітор. Це повністю цифровий комутатор. Крім того, у 2022 році під час американського туру The Aristocrats Ґатрі випробував повністю цифрову туристичну установку, використовуючи програму Fractal FM-9 і кілька моніторів та корпусів з живленням. Перехід повністю на цифрове звучання дає Ґатрі шанс використовувати кілька різних модельованих підсилювачів у всьому діапазоні та кілька конкретних ефектів, які неможливо реалізувати за допомогою аналогового обладнання. В одному з інтерв'ю Ґатрі заявив, що він активно охоплює цифровий світ і експериментує з можливостями, які пропонує цей світ.
Станом на жовтень 2018 року Ґован використовував гітарні струни D'Addario моделі NYXL 10-46. Раніше він був артистом-ендорсером, Rotosound.
У 2023 році під час турів The Aristocrats в Азії та Європі Ґатрі повністю перейшов на цифрові технології та випробував Laney (повний діапазон) LFR-212. Після успішного туру він вирішив підписати контракт з цією компанією і використовувати їхні електрокабінети на сцені. (оголошено 17 липня 2023 р.)

## Дискографія

### Сольні альбоми
- Еротичні торти (2006)

### Альбом мінусовок JTC
- West Coast Grooves (2013)

### З Asia
- Aura (2001)
- America: Live in the USA (2003, 2CD & DVD)
- Silent Nation (2004)

### З the Aristocrats
Студійні альбоми
- The Aristocrats (2011)
- Culture Clash (2013)
- Tres Caballeros (2015)
- You Know What…? (2019)
- The Aristocrats With Primuz Chamber Orchestra (2022)
- UNKNOWN — уточнюється (викл. лютий 2024 р.)

Живі альбоми
- Boing, We'll Do It Live! (2012)
- Culture Clash Live! (2015)
- Secret Show: Live in Osaka (2015)
- FREEZE! Live in Europe 2020 (2021)

### Зі Стівеном Вілсоном
- The Raven That Refused to Sing (2013)
- Hand. Cannot Erase. (2015)
- 4½ (2016)

### З GPS
- Window to the Soul (2006)
- Live in Japan (2006)

### Співпраця та гостьові соло
- Periphery — Periphery II: This Time It's Personal (гітарне соло на «Have a Blast») (2012)
- Різні виконавці — Jason Becker's Not Dead Yet! (Live in Haarlem) (2012)
- Марко Міннеманн — Symbolic Fox (2012)
- Гільдія докерів — Таємнича технократія — Сезон 1: Епоха невігластва (2012)
- Richard Hallebeek — Richard Hallebeek Project II: Pain in the Jazz, (2013), Richie Rich Music
- Маттіас Еклунд — Freak Guitar: The Smorgasbord, (2013), Favored Nations
- Нік Джонстон — У замкненій кімнаті на Місяці (2013)
- Нік Джонстон — Atomic Mind — запрошене соло на треку «Silver Tongued Devil» (2014)
- Лі Рітенор — 6 теорій струн (2010), п'ятірки, з Телом Вілкенфельдом[26]
- Джордан Рудесс — Explorations (гітарне соло на «Screaming Head») (2014)
- Dewa Budjana — Zentuary (2016) — (Guest Solo on track «Suniakala»)[27]
- Айреон — Джерело (2017)[28]
- Nad Sylvan — The Bride Said No (друге гітарне соло на «What Have You Done») (2017)
- Джейсон Беккер — Triumphant Hearts (гітарне соло на «River of Longing») (2018)
- Джордан Рудесс — Wired for Madness (гітарне соло на «Off the Ground») (2019)
- Yiorgos Fakanas Group — The Nest . . Живу в Афінах (гітара) (2019)
- Bryan Beller — Scenes From The Flood (гітара на пісні Sweet Water) (2019)
- Thaikkudam Bridge — Namah (гітара на пісню «I Can See You») (2019)
- DarWin — A Frozen War (Solos on 'Nightmare of My Dreams' and 'Eternal Life') (2020)
- ANYWHEREDOOR — Observables (усі гітари на «Too Phart Gone») (2021)

### Саундтреки до фільмів
- The Boss Baby — Hans Zimmer OST — Guitar, Banjo, Koto (2017)
- Люди Ікс: Темний Фенікс — Ганс Циммер OST — Гітари (2019)
- Король Лев 2019 — Ганс Циммер OST — Гітари (2019)
- Xperiments from Dark Phoenix — Ганс Циммер — Гітари (2019)
- Dune — Ганс Циммер — Гітари (2021)